# 비앙코 호수
비앙코 호수(이탈리아어: Lago Bianco, 문자 그대로 ‘하얀 호수’)는 스위스 그라우뷘덴주의 베르니나 고개에 있는 저수지이다.

## 지리
해발 2,234m, 길이 2.85km, 표면적 1.50k㎥, 최대 깊이 53m이다. 한때 두 개의 작은 호수( 비앙코 호수 및 스칼라 호수)가 있던 자리였던 현재 저수지는 남쪽과 북쪽 끝에 두 개의 댐( 스칼라 및 아를라스)을 건설하여 형성되었다. 현재 호수는 이전 호수와 마찬가지로 남쪽으로 배수되며 물은 결국 포스키아비노강, 아다강 및 포강을 통해 지중해에 도달한다. 대조적으로, 나이어 호수(Lej Nair)는 북부 댐 바로 아래에 있다. 북쪽으로 인강과 다뉴브강을 경유하여 흑해로 빠져나간다.
유럽에서 가장 높은 산악 횡단 철도인 베르니나 철도의 정상은 호수의 동쪽을 따라 달리고 있으며, 대략 중간 지점에 오스피치오 베르니나역이 있다. 베르니나 고개(29번 주요 도로)를 가로지르는 도로는 호수의 같은 쪽에 있는 더 높은 경로를 따른다. 대부분의 호수는 포스키아보 시정촌 내에 있지만, 가장 북쪽에 있는 구역과 북부 댐은 폰트레시나 시정촌 내에 있다.
비앙코 호수 저수지는 포스키아보 계곡에 있는 일련의 수력 발전소에 물을 지속적으로 공급하기 위해 1910년에서 1911년 사이에 만들어졌다. 최대 부피는 1,860만 ㎥이다. 처음에 물은 산카를로의 로비아 발전소에 공급되는 카바글리아의 발전소 입구까지 자연 수로로 배출되었다. 그러나 1927년에 호수와 카바글리아 사이에 두 개의 발전소가 건설되었다. 그중 가장 높은 곳은 팔뤼 호수에 있는 팔뤼 발전소이다. 지금 저수지의 남쪽 끝에서 파이프라인에 의해 공급된다.
현재 약 1,270m 아래에 비앙코 호수와 포스키아보 호수를 기반으로 하는 양수 저장 계획을 건설하려는 제안이 있다. 여기에는 포스키아보 계곡의 서쪽을 따라 높이 18.1km 길이의 터널을 만든 다음, 포스키아보 호수 유역의 지하 발전소까지 2.4km 길이의 샤프트를 만드는 것이 포함된다. 이것은 총 1000MW의 설치 용량을 가질 것이다.수요가 적을 때 더 높은 수준으로 물을 펌핑하기 위해 전기를 소비하고 수요가 많을 때 전기를 생성하기 위해 물을 방출한다. 이 계획에는 비앙코 호수의 양쪽 끝에 있는 댐을 4.35m 높이는 것이 포함된다. 제안은 주 당국의 공식 동의를 받았지만, 2016년 현재 재정적으로 실행 가능한 것으로 여겨지지 않았다.

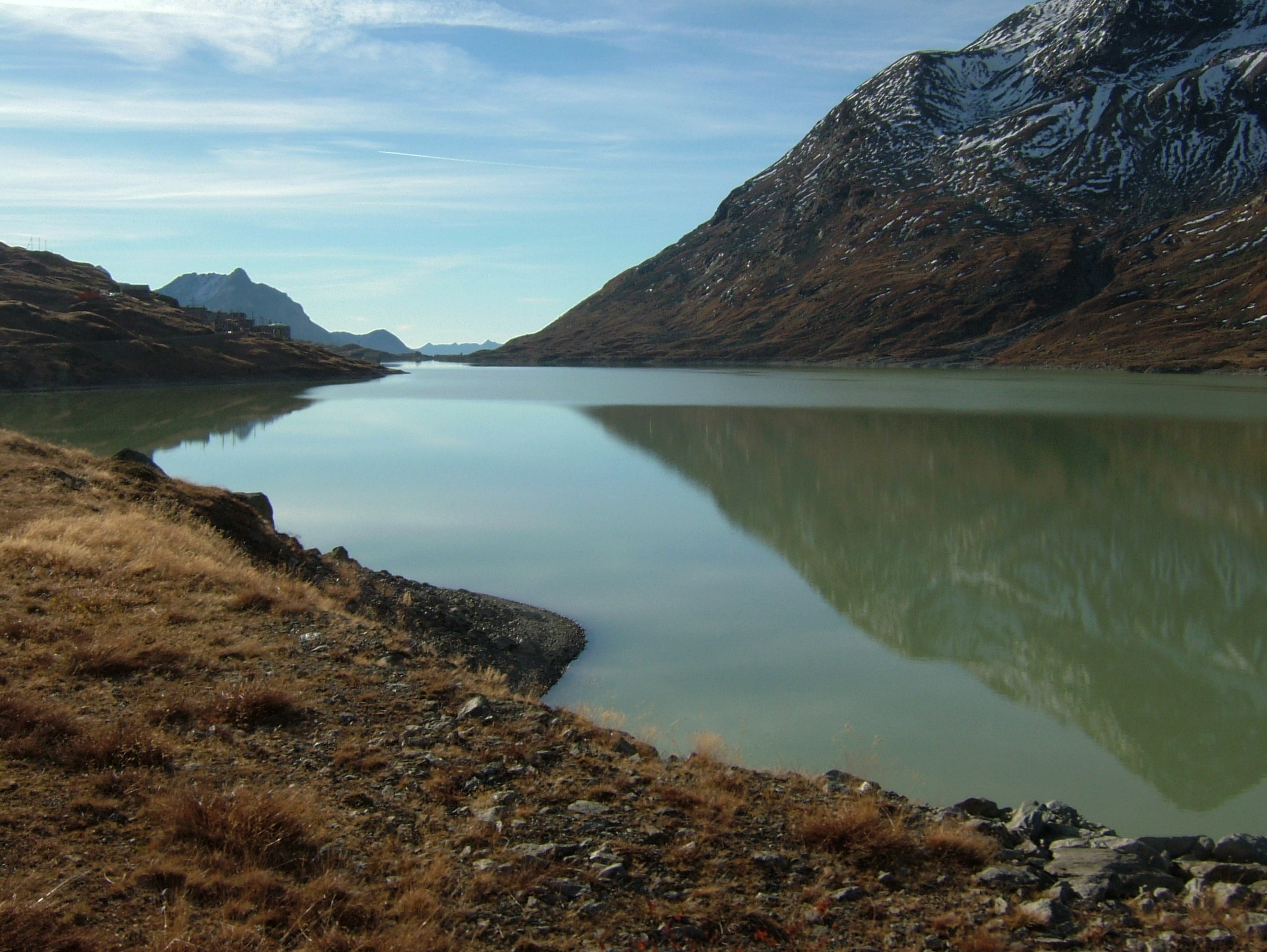
비앙코 호수의 호반선
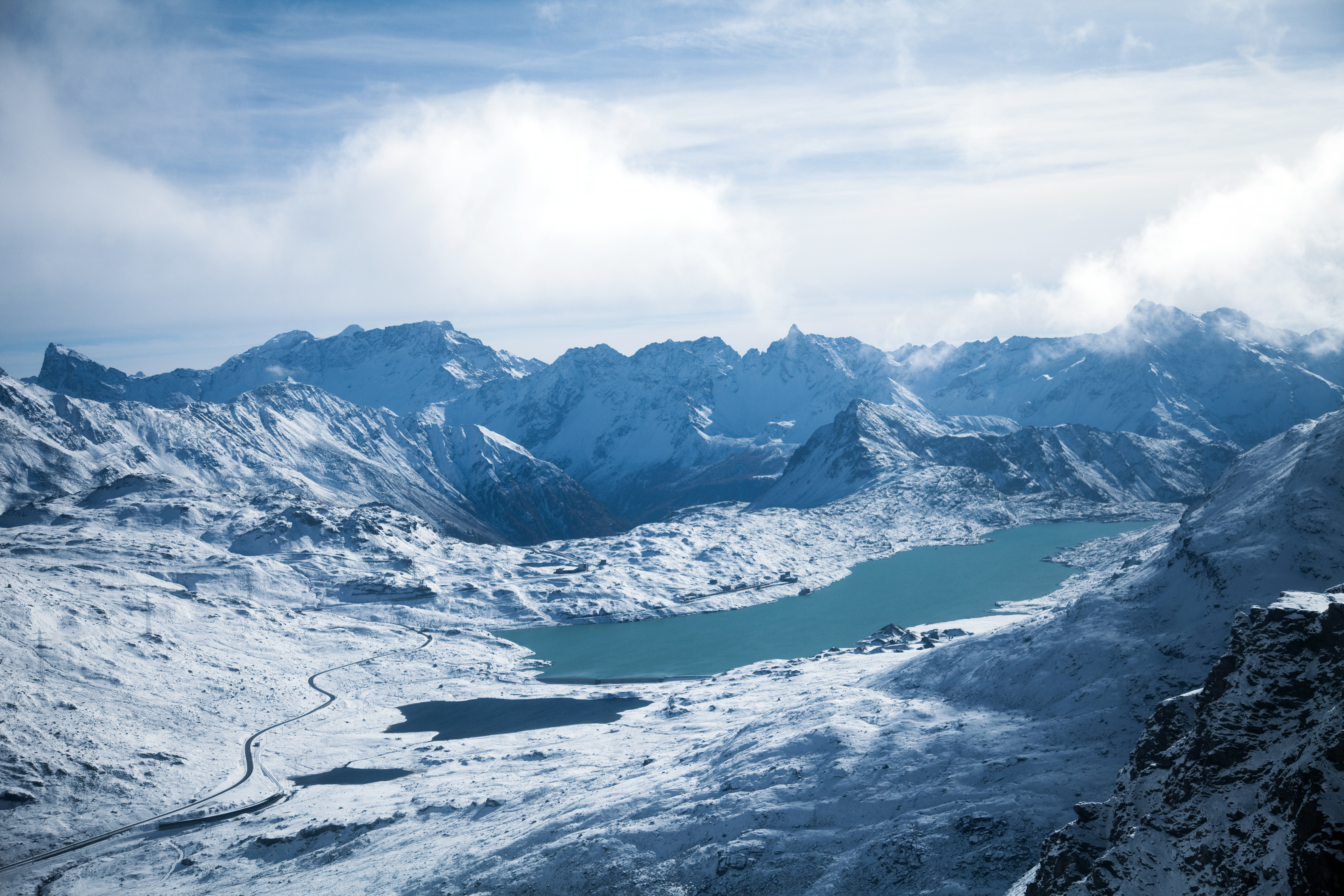
디아볼레차 케이블카에서 본 비앙코 호수
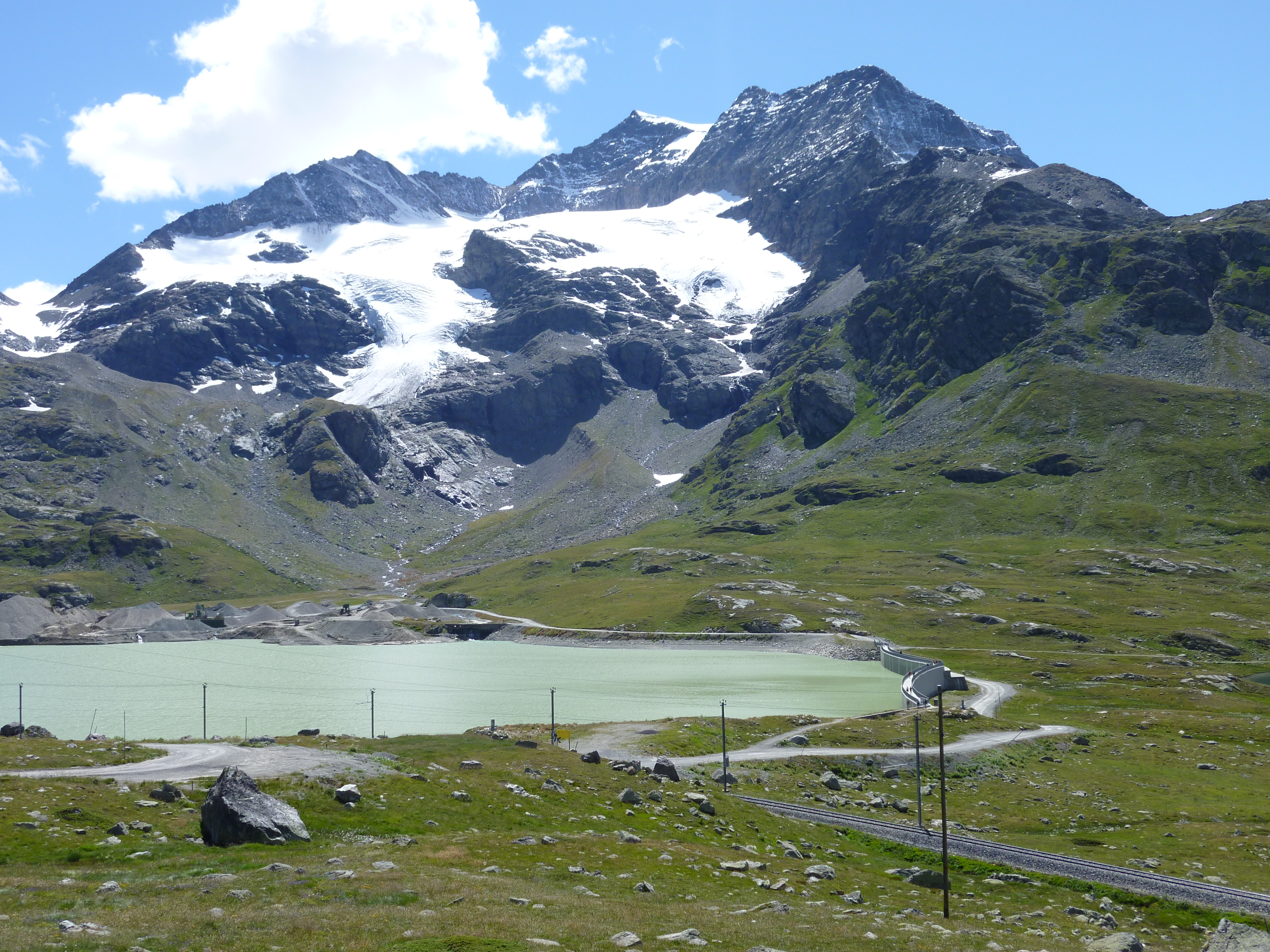
북쪽(아를라스) 댐
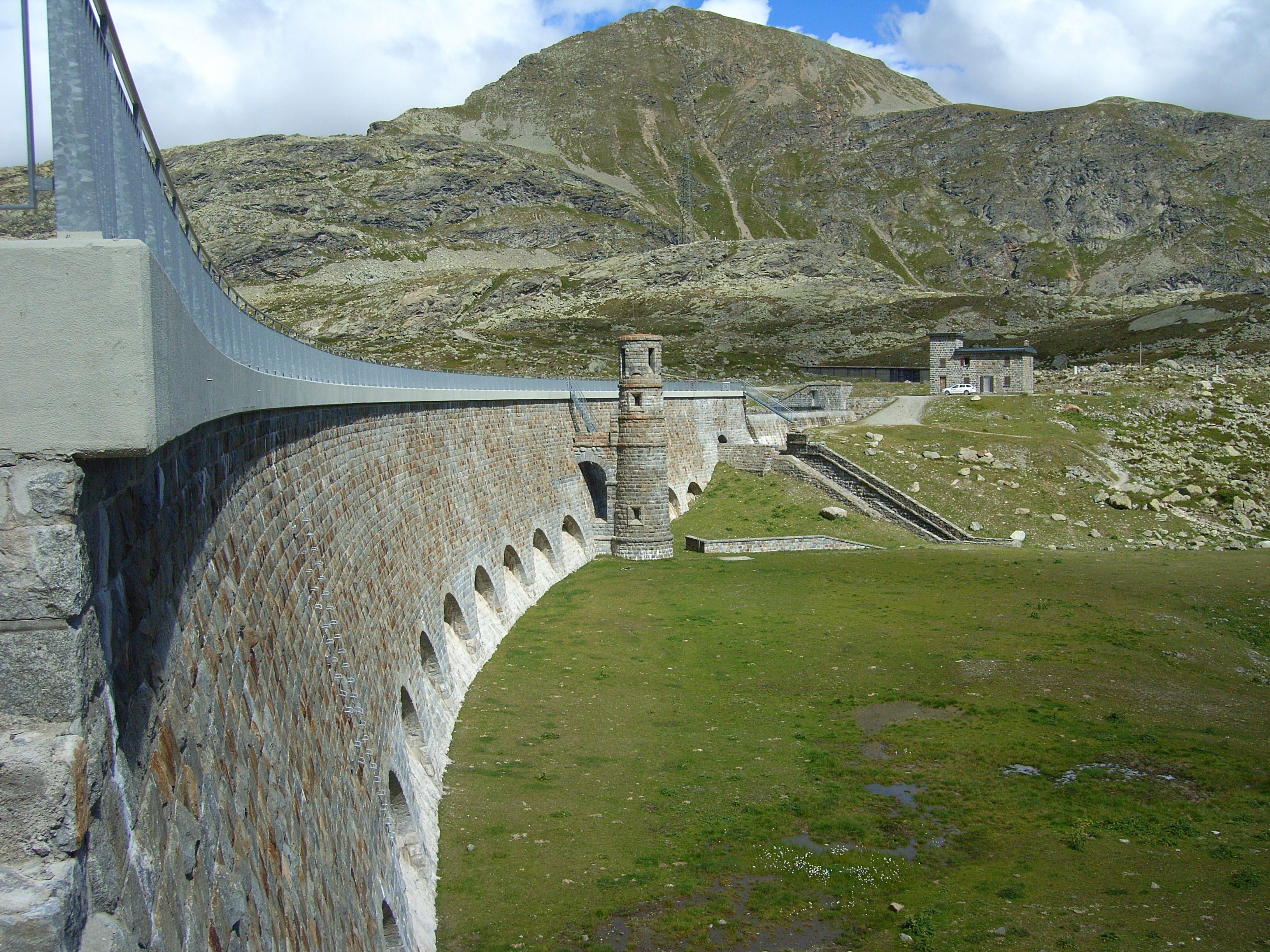
남쪽 (스칼라) 댐
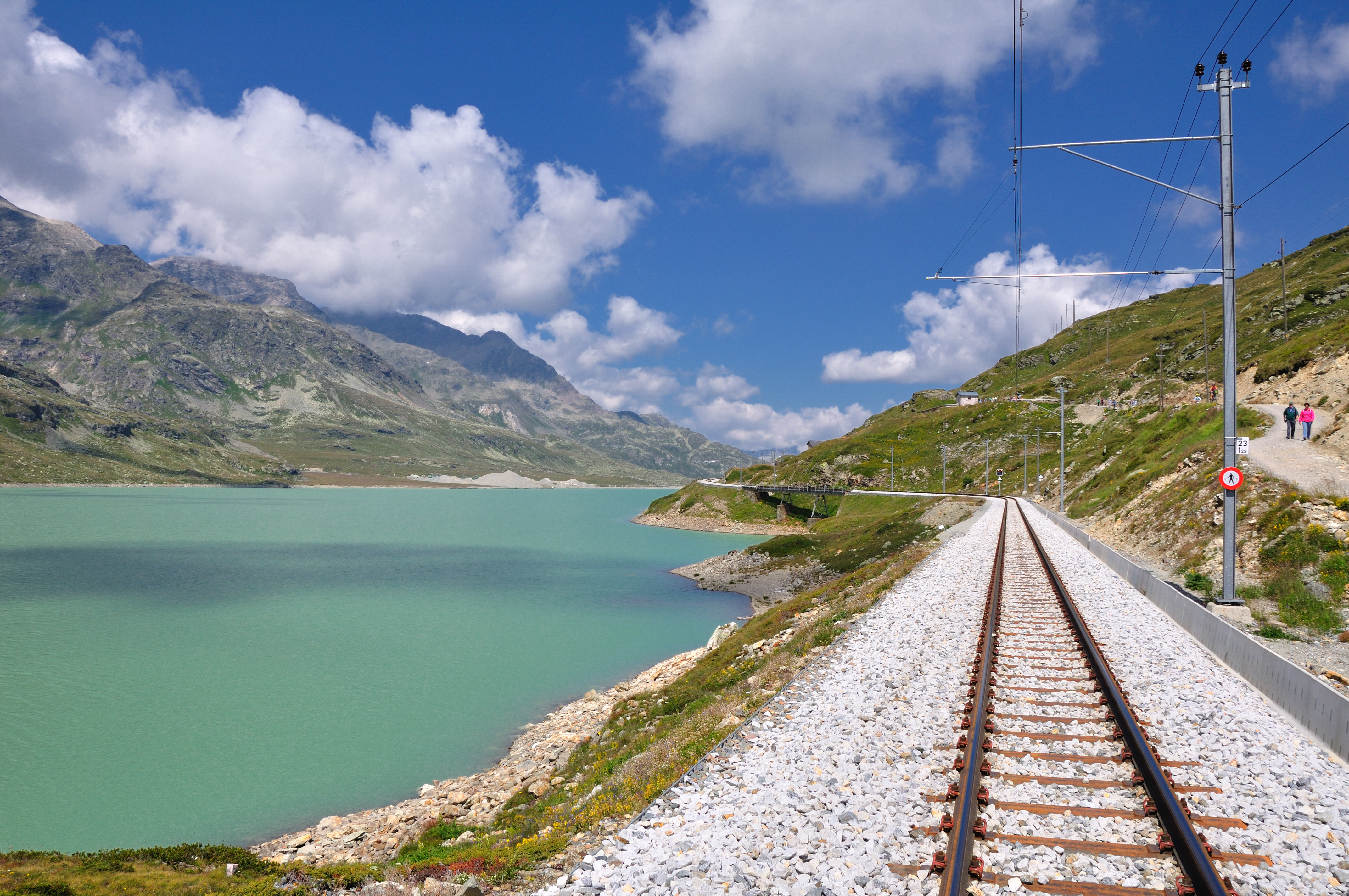
호수를 따라 깔려있는 베르니나선